# Laevicephalus convergens
Laevicephalus convergens är en insektsart som beskrevs av Delong 1926. Laevicephalus convergens ingår i släktet Laevicephalus och familjen dvärgstritar. Inga underarter finns listade i Catalogue of Life.